# 卡帕多細亞的戈耳狄俄斯
戈耳狄俄斯（前二到前一世紀之間人物）是卡帕多细亚王國的貴族。
當本都國王米特里達梯六世企圖占領卡帕多細亞，戈耳狄俄斯與米特里達梯六世勾結，戈耳狄俄斯並於前116年謀殺了卡帕多細亞國王阿里阿拉特六世。之後在新任國王阿里阿拉特七世被米特里達梯六世殺後，米特里達梯六世讓自己兒子阿里阿拉特九世成為卡帕多細亞國王，並命戈耳狄俄斯為他兒子的導師。
戈耳狄俄斯之後受米特里達梯六世之命前往羅馬。當羅馬人立阿里奧巴爾贊一世為卡帕多細亞國王後，戈耳狄俄斯再度出使亞米尼亞，與其王提格蘭二世擬定協定，於是本都和亞美尼亞兩國在前93年把阿里奧巴爾贊一世逐出卡帕多細亞。羅馬大將蘇拉之後為阿里奧巴爾贊一世收復王國，並把戈耳狄俄斯逐出卡帕多細亞。

## 來源
1. ↑   查士丁, Epitome of Pompeius Trogus, xxxviii. 1-3; 阿庇安, Foreign Wars, "The Mithridatic Wars", 66; 普魯塔克, 希臘羅馬名人傳, "Sulla", 5

- 威廉·史密斯，《希腊羅馬的神話和傳記辭典》, "Gordius", 波士頓, (1867)